# Denen man nicht vergibt
Denen man nicht vergibt (Originaltitel: The Unforgiven) ist ein US-amerikanischer Western von John Huston aus dem Jahr 1960. Grundlage der Verfilmung ist der Roman The Unforgiven von Alan Le May aus dem Jahr 1957.
Der ungewöhnliche Film war ursprünglich dazu gedacht, die Spielarten des Rassismus im Wilden Westen zu beleuchten. Allerdings sind die Schwierigkeiten hinter den Kulissen, die zu häufigen Skriptänderungen führten, in diesem Fall bekannter als das Werk selbst. Huston wird in diesem Zusammenhang häufig damit zitiert, dies sei der ihn am wenigsten zufriedenstellende seiner Filme. Dessen ungeachtet und sämtlichen Querelen sowie Unfällen am Set im mexikanischen Durango zum Trotz gilt der sich als eine Antithese zu Der Schwarze Falke (1956) verstehende Streifen – Le May hatte bekanntlich auch den Roman zum John-Ford-Klassiker geschrieben – einigen Fachleuten des Westerns als Meisterwerk, weil Huston einige sonst in diesem Genre eher seltene künstlerische Elemente einbaute.

## Handlung
Im Norden von Texas („panhandle“-Region) nach Ende des Sezessionskrieges: Während der für die Ranch verantwortliche Ben Zachary aus geschäftlichen Gründen in Wichita weilt und dessen jüngere Brüder Cash sowie Andy ihrer Cowboy-Arbeit nachgehen, hat Schwester Rachel beim Ausritt mit ihrem weißen Hengst eine merkwürdige Begegnung. Ein geheimnisvoller Alter mit einem Säbel, der Bibelsprüche zitiert, versteigt sich zu der Behauptung, sie sei gar keine Zachary. Zurück im direkt in einen Hügel gebauten Ranchgebäude wird sie von ihrer Mutter Mattilda beruhigt, es habe sich um einen einsamen Herumtreiber gehandelt, wie es sie nach dem Krieg häufig gegeben habe. In Wirklichkeit aber schwant der alten Witwe, dass mehr dahinter stecken könnte. Und als der Fremde auch noch dreist vor ihr erscheint, hat sie Gewissheit: Es ist Abe Kelsey, der einst mit ihrem Mann William Zachary zur Vergeltung ein Massaker an den Kiowa verübt und nur ein Baby verschont hat, welches dann von den Zacharys adoptiert und großgezogen wurde – Rachel.
Niemand außer Mattilda – erst recht nicht Rachel – weiß von diesem Umstand, der auch besser nicht bekannt werden sollte, zumal der bei den weißen Rinderzüchtern äußerst unbeliebte Stamm der Kiowa im Laufe der Jahre immer wieder Überfälle begangen hat.
Zunächst aber geht alles seinen gewohnten Gang. Ben kehrt zufrieden aus Wichita zurück und überrascht „seine beiden Frauen“ mit einem bei einer Wette gewonnenen Flügel; wenig später kommen die Nachbarn von der Rawlins-Familie zu einem Besuch, bei dem es auch um eventuelle Vermählungen geht. Die rothaarige Rawlins-Tochter Georgia zeigt immerhin Interesse an dem trinkfreudigen und großmäuligen Cash, doch ernsthafter in Erwägung gezogen wird eine Liaison zwischen Rachel und dem schüchternen Charlie Rawlins.
Als das Gespräch auf den seltsamen Fremden kommt, ist die bis dahin gute Stimmung dahin, zumal Mattilda, die ihr Wissen auf keinen Fall preisgeben will, sich kurzerhand an den Flügel „flüchtet“.
In der folgenden Nacht allerdings macht sich der misstrauisch gewordene Ben mit Cash auf die Suche. Tatsächlich finden sie Kelsey in der von Kakteen überwucherten Wildnis und können sein Pferd töten, verlieren aber seine Spur in einem heftigen Sandsturm wieder. An einem anderen Tag kommt es beim Zureiten eines Wildpferdes zu Spannungen zwischen Cash – durch den Tod seines Vaters während einer Kiowa-Attacke zum Indianerhasser geworden – und Johnny Portugal, einem „indianischen“ Pferde-Experten, den Ben ursprünglich in Wichita angeheuert hatte. Dieser wird dann auch von Ben zurechtgestutzt, weil er sich eine kecke Bemerkung in Bezug auf Rachel geleistet hat, darf aber zum Unwillen von Cash seinen Job behalten.
Derweil stiehlt Kelsey unbemerkt Rachels Pferd, so dass diese mit Ben, für den sie mehr als geschwisterliche Gefühle hegt, den Rückweg antreten muss. Auch Ben erscheint nicht nur als ihr Beschützer, gibt aber nun überraschend sein „Okay“ zum vermutlich unmittelbar bevorstehenden Antrag Charlies.
Während die Zacharys beim Abendbrot versammelt sind, erscheinen plötzlich drei Kiowas auf dem Ranchgelände. Ihr Anführer Lost Bird verlangt, offensichtlich von Kelsey informiert, vom verdutzten Ben die Herausgabe von Rachel, was dieser entschieden ablehnt. Das Auftauchen der Indianer nach langer Abwesenheit sorgt für Unruhe, auch unter den Angestellten von Zeb Rawlins, dem Patriarchen der Nachbarfamilie. Derweil macht sich Charlie auf den Weg zu den Zacharys, um seinen Heiratsantrag offiziell zu formulieren. Nach Rachels Einwilligung tritt er beschwingt den Rückweg an, wird jedoch von einem Kiowa-Pfeil getötet. Als die gesamte Zachary-Familie ihr Beileid bekunden will, kommt es zum Eklat: Die Mutter des Toten beschimpft Rachel als „Kiowa-Squaw“ und „rothäutige Niggerin“, und Ben kann den Bruch mit seinem Geschäftspartner Zeb vorerst nur verhindern, weil er einen Suchtrupp zusammenstellt, um Jagd auf Kelsey zu machen, damit sämtliche Anschuldigungen widerlegt werden (Ben kennt nur die Version, dass Rachel ein Findelkind massakrierter Weißer ist).
Die nicht einfache Aufspürung des Unheilstifters gelingt, weil Johnny Portugal nach einer entdeckten Spur mit dem Zugriff beauftragt wird; er kann dank seiner mitgeführten Reservepferde den Fliehenden einfangen. Auf die Rawlins-Ranch gebracht, wird diesem rasch der Strick um den Hals gelegt – das übliche Schicksal eines Pferdediebs. Kelsey aber weist den Vorwurf zurück, schließlich habe er Rachel bestohlen, und die sei eine Kiowa.
Zeb will nun eine genaue Auskunft, doch Ben mischt sich ein, stempelt alle Aussagen Kelseys als Lügen ab und erzählt seine eigene Version. Kelsey beharrt darauf, dass er von Zachary die Herausgabe Rachels gefordert hat, um sie gegen seinen eigenen Sohn von den Kiowa freizutauschen. Der Streit eskaliert, und als sich der Alte zu Mattilda umdreht und behauptet, dass diese die ganze Wahrheit wisse, gibt die entsetzte Witwe dem Pferd, auf dem der Todeskandidat sitzt, einen Hieb – und Kelsey ist gehenkt. Zeb Rawlins ist jedoch noch nicht zufrieden. Er verlangt nun zur endgültigen Klärung, dass Rachels Haut (die am Körper heller sein soll als im Gesicht) von den Frauen seiner Ranch untersucht wird. Das verhindert Ben, womit der Bruch zwischen den Nachbarn endgültig vollzogen ist.
Auf der eigenen Ranch angekommen, wird eine Lederhaut mit indianischen Schriftzeichen gefunden, das den Raub der damals kleinen Rachel durch Weiße belegt. Mattilda kommt nun nicht mehr umhin, die Wahrheit zuzugeben. Nach einem heftigen Streit über die weitere Vorgehensweise verlässt Indianerhasser Cash die Familie und sucht Zuflucht bei der darüber erfreuten Georgia, während die Kiowa eine vernichtende Attacke auf das Zachary-Anwesen vorbereiten. Um ein Blutvergießen zu vermeiden, will Rachel zu ihrem Stamm zurückkehren, doch mit dem ersten aus dem mit Schießscharten gesicherten Haus heraus getöteten Indianer ist dieses Ansinnen hinfällig.
Lost Birds Übermacht ist dennoch bedrohlich; eine auf das Dach getriebene Rinder-Herde und das in Brand gesteckte Gebäude verschlimmern die Lage. Mattilda kommt durch eine Kugel um, während sich Ben, Rachel und Andy nur noch im hinteren Teil ihrer Behausung aufhalten können. Cash glaubt in großer Entfernung die Attacke zu vernehmen und reitet zurück, womit er in letzter Minute seinen Geschwistern zur Rettung verhilft. Die Kiowa ziehen ab, nachdem ausgerechnet Rachels leiblicher Bruder von ihr getötet worden ist, nachdem er sie als seine Schwester ("Sister") angesprochen hatte. Sie beschließt, Bens Frau zu werden.

## Entstehungsgeschichte
Abgesehen von der ungewöhnlichen Besetzung einer Indianerrolle mit Audrey Hepburn fiel der Film vor allem durch Probleme hinter den Kulissen auf. Die Produktion musste 1959 für mehrere Monate ausgesetzt werden, nachdem sich Hepburn bei den Proben zu einer Szene einen Rückenwirbel gebrochen hatte, als sie vom Pferd fiel. Sie hatte sich zwar gut erholt, der Unfall wurde jedoch unter anderem für ihre anschließende Fehlgeburt verantwortlich gemacht. Mehreren veröffentlichten Hepburn-Biografien zufolge gab Huston sich selber die Schuld an dem Unfall. Zwar stellte er den Film nach Hepburns Genesung fertig, lehnte ihn aber insgesamt ab. Hepburn nahm sich das Jahr darauf frei, brachte ein gesundes Kind zur Welt und kehrte 1961 mit Frühstück bei Tiffany auf die Leinwand zurück.
Des Weiteren gab es permanent Auseinandersetzungen zwischen Huston und Burt Lancaster bzw. seiner Produktionsfirma darüber, wie der Stoff zu verfilmen sei. Lancaster und seine Geldgeber wünschten einen kommerziellen und von daher wenig kontroversen Film, während Huston die Verwurzelung des Rassismus in Amerika aufzeigen wollte. Am Ende bekam keine Seite das, was sie eigentlich haben wollte.

## Kritiken
Das Lexikon des internationalen Films urteilte, der Film sei ein „formal beachtlicher Edelwestern, der John Hustons Fähigkeit zu kraftvoller Inszenierung bezeugt, das Thema Rassenhass jedoch nicht aufarbeitet.“ Joe Hembus bezeichnete Denen man nicht vergibt als einen „Prestigefilm“, der sich „bewußt der Bewunderung seiner Zuschauer“ empfehle, von der „lässigen Kraft, die hinter den besseren Huston-Filmen steckt“, sei hier nichts zu spüren. Phil Hardy nannte den Film „faszinierend“, lobte Planers Kameraarbeit „in weichen, natürlichen Farben“ und stellte heraus, dass Murphy in diesem Film die beste Leistung seiner Filmkarriere abgegeben habe.
Laut Ralph und Natasha Friar, die das Wesen der Erzählstruktur des Western-Genres vollständig zu ignorieren scheinen, ist nicht etwa Der Schwarze Falke, sondern The Unforgiven als Antwort auf diesen Vorläufer „der indianerfeindlichste Film, der je gemacht worden ist“.
Beide Filme entstanden nach einer Romanvorlage von Alan Le May und spielen im selben Kulturraum der Südlichen Prärien bei den Völkern der Kiowa und Comanche. Für einen Film, der laut Copyright-Vermerk 1959 entstanden ist, wurde vergleichsweise großer Aufwand an Authentizität getrieben. Die halb unterirdisch angelegte Behausung der Siedler-Familie entspricht ähnlichen Konstruktionen im Bereich der Südlichen Prärien (Southern Plains). Die Kleidung der Kiowa-Hauptdarsteller ist bis zur charakteristischen Haartracht für die Kiowa typisch. Eine Besonderheit der Kiowa-Kultur waren Jahreskalender auf gegerbter Bisonhaut, die bis auf das Jahr 1833, das „Jahr der fallenden Sterne“ zurückgehen und im Film als Beweismittel gewürdigt werden. Auch die Verwendung der Zeichensprache ist charakteristisch, allerdings sind die wenigen indigenen Sprachfetzen nicht authentisch. Völlig frei erfunden ist ein indigenes „Flötenkonzert“, für das es nirgendwo in Nordamerika Belege gibt.
Während Der Schwarze Falke durch seinen nüchternen Realismus und das allgemein menschliche Thema der Sorge eines Vaters um seine gefährdeten Töchter überzeugt, problematisiert Denen man nicht vergibt die Identifizierung des einzelnen Menschen mit einer diskriminierten Minderheit, der er oder sie angehört. Die Entrechtung der Indigenen Nordamerikas wird ganz klar als Form des Rassismus entlarvt, wenn eine Handlungsfigur die Indigenen als „rote Nigger“ bezeichnet. Damit ist Recht und Unrecht klar benannt. Allerdings ist die angebotene Schlussfolgerung unbefriedigend. Wenn die Hauptdarstellerin ihren indigenen Bruder im selben Augenblick erschießt, als dieser sie als seine Schwester anspricht, kann das doch wohl nur bedeuten, dass ein indigener Mensch seine Herkunft verleugnen muss, um am zivilisatorischen Fortschritt teilnehmen zu können. Die weiteren geschichtlichen Zusammenhänge (systematische Ausrottung der Bison-Herden, um Platz für die intensive Rindfleischproduktion zu schaffen, Karawanenstraßen durch indigene Schutzgebiete, illegale Siedlungen usw.) bleiben ausgeklammert.

## Synchronisation
| Rolle            | Darsteller       | Synchronsprecher      |
| ---------------- | ---------------- | --------------------- |
| Ben Zachary      | Burt Lancaster   | Arnold Marquis        |
| Rachel Zachary   | Audrey Hepburn   | Maria Körber          |
| Mathilda Zachary | Lillian Gish     | Ruth Hellberg         |
| Andy Zachary     | Doug McClure     | Paul Edwin Roth       |
| Cash Zachary     | Audie Murphy     | Dietmar Schönherr     |
| Johnny Portugal  | John Saxon       | Herbert Stass         |
| Zeb Rawlins      | Charles Bickford | Klaus W. Krause       |
| Abe Kelsey       | Joseph Wiseman   | Walther Süssenguth    |
| Verlorener Vogel | Carlos Rivas     | Gert-Günther Hoffmann |